# Frontenex
Frontenex es una comuna francesa situada en el departamento de Saboya, en la región Auvernia-Ródano-Alpes.

## Demografía
| 671 | 664 | 1 226 | 1 310 | 1 397 | 1 582 | 1 688 | 1 839 |
| Para los censos de 1962 a 1999 la población legal corresponde a la población sin duplicidades (Fuente: INSEE [Consultar]) |     |       |       |       |       |       |       |